# Liste der Monuments historiques in Vallant-Saint-Georges
Die Liste der Monuments historiques in Vallant-Saint-Georges führt die Monuments historiques in der französischen Gemeinde Vallant-Saint-Georges auf.

## Liste der Immobilien
| Bezeichnung      | Beschreibung           | Standort               | Kennzeichnung | Schutzstatus | Datum | Bild           |
| ---------------- | ---------------------- | ---------------------- | ------------- | ------------ | ----- | -------------- |
| Kirche St-Julien | ab dem 12. Jahrhundert | Rue de l’Église (Lage) | PA00125380    | Classé       | 1993  | weitere Bilder |

## Liste der Objekte
| Bezeichnung                                          | Beschreibung                                               | Standort                       | Kennzeichnung | Schutzstatus | Datum | Bild |
| ---------------------------------------------------- | ---------------------------------------------------------- | ------------------------------ | ------------- | ------------ | ----- | ---- |
| Skulptur Johannes der Täufer                         | Kalkstein, weiß gefasst, 16. Jahrhundert                   | in der Kirche St-Julien (Lage) | PM10002719    | Classé       | 1908  |      |
| Skulpturengruppe Christus erscheint der Gottesmutter | Alabaster, farbig gefasst und vergoldet, um 1530 oder 1540 | in der Kirche St-Julien (Lage) | PM10002717    | Classé       | 1908  |      |
| Skulptur Heiliger Sebastian                          | Kalkstein, farbig gefasst, 16. Jahrhundert                 | in der Kirche St-Julien (Lage) | PM10002716    | Classé       | 1908  |      |
| Skulpturengruppe Unterweisung Mariens                | Kalkstein, weiß gefasst, 16. Jahrhundert                   | in der Kirche St-Julien (Lage) | PM10002718    | Classé       | 1908  |      |
| Skulptur Der heilige Georg unterwirft den Drachen    | Kalkstein, farbig gefasst, um 1600                         | in der Kirche St-Julien (Lage) | PM10002721    | Classé       | 1911  |      |
| Skulptur Madonna mit Kind                            | Kalkstein, weiß gefasst, 16. Jahrhundert                   | in der Kirche St-Julien (Lage) | PM10003396    | Classé       | 1908  |      |
| Skulptur Heiliger Gangolf                            | Kalkstein, weiß gefasst, 17. Jahrhundert                   | in der Kirche St-Julien (Lage) | PM10002720    | Classé       | 1908  |      |